# Bundestagswahlkreis Düren
Der Wahlkreis Düren (Wahlkreis 89; bis zur Bundestagswahl 2021 Wahlkreis 90) ist ein Bundestagswahlkreis in Nordrhein-Westfalen. Er umfasst den gesamten Kreis Düren.

## Wahlkreisgeschichte
| Wahl      | Wahlkreisname                   | Gebiet                                                       |
| --------- | ------------------------------- | ------------------------------------------------------------ |
| 1949      | 4 Düren – Monschau – Schleiden  | alter Kreis Düren, Kreis Monschau, Kreis Schleiden           |
| 1953–1961 | 63 Düren – Monschau – Schleiden | alter Kreis Düren, Kreis Monschau, Kreis Schleiden           |
| 1965–1969 | 56 Düren                        | alter Kreis Düren, Kreis Monschau, Kreis Schleiden           |
| 1972      | 56 Düren                        | Kreis Düren                                                  |
| 1976      | 56 Düren                        | Kreis Düren, vom Erftkreis die Gemeinden Bedburg und Elsdorf |
| 1980–1998 | 56 Düren                        | Kreis Düren                                                  |
| 2002–2009 | 91 Düren                        | Kreis Düren                                                  |
| 2013–2021 | 90 Düren                        | Kreis Düren                                                  |
| 2025–     | 89 Düren                        | Kreis Düren                                                  |

## Wahlkreisabgeordnete
| Wahl | Abgeordneter | Abgeordneter       | Partei | Stimmen in % |
| ---- | ------------ | ------------------ | ------ | ------------ |
| 1949 |              | Bernhard Günther   | CDU    | 61,5         |
| 1953 | 69,3         | Bernhard Günther   | CDU    |              |
| 1957 | 73,0         | Bernhard Günther   | CDU    |              |
| 1961 | 66,6         | Bernhard Günther   | CDU    |              |
| 1965 |              | Bert Even          | CDU    | 64,7         |
| 1969 |              | Herbert Hermesdorf | CDU    | 60,0         |
| 1972 |              | Wolfgang Vogt      | CDU    | 51,2         |
| 1976 | 52,8         | Wolfgang Vogt      | CDU    |              |
| 1980 | 50,1         | Wolfgang Vogt      | CDU    |              |
| 1983 | 54,6         | Wolfgang Vogt      | CDU    |              |
| 1987 | 49,2         | Wolfgang Vogt      | CDU    |              |
| 1990 | 44,8         | Wolfgang Vogt      | CDU    |              |
| 1994 |              | Thomas Rachel      | CDU    | 46,2         |
| 1998 |              | Dietmar Nietan     | SPD    | 47,1         |
| 2002 | 45,5         | Dietmar Nietan     | SPD    |              |
| 2005 |              | Thomas Rachel      | CDU    | 45,0         |
| 2009 | 46,4         | Thomas Rachel      | CDU    |              |
| 2013 | 50,4         | Thomas Rachel      | CDU    |              |
| 2017 | 41,9         | Thomas Rachel      | CDU    |              |
| 2021 | 36,7         | Thomas Rachel      | CDU    |              |
| 2025 | 39,9         | Thomas Rachel      | CDU    |              |

## Wahlergebnisse

### Bundestagswahl 2025
| Kandidaten                                             | Kandidaten                 | Parteien/Listen       | Erststimmen | Erststimmen | Zweitstimmen | Zweitstimmen |
| Kandidaten                                             | Kandidaten                 | Parteien/Listen       | Stimmen     | %           | Stimmen      | %            |
| ------------------------------------------------------ | -------------------------- | --------------------- | ----------- | ----------- | ------------ | ------------ |
|                                                        | Daniel Walter              | SPD                   | 35.854      | 22,0        | 30.306       | 18,5         |
|                                                        | Thomas Rachelgewählt im WK | CDU                   | 64.996      | 39,9        | 54.483       | 33,3         |
|                                                        | Katja Bäcker               | Bündnis 90/Die Grünen | 12.153      | 7,5         | 13.843       | 8,5          |
|                                                        | Philipp Johannes Klose     | FDP                   | 4.591       | 2,8         | 7.006        | 4,3          |
|                                                        | Nadine Heuser              | AfD                   | 33.137      | 20,3        | 33.517       | 20,5         |
|                                                        | Valentin Veithen           | Die Linke             | 9.105       | 5,6         | 10.498       | 6,4          |
|                                                        | Tanja Lenzen-Brückmann     | Freie Wähler          | 3.264       | 2,0         | 1.179        | 0,7          |
|                                                        | –                          | Tierschutzpartei      | –           | –           | 2.549        | 1,6          |
|                                                        | –                          | dieBasis              | –           | –           | 395          | 0,2          |
|                                                        | –                          | Die PARTEI            | –           | –           | 834          | 0,5          |
|                                                        | –                          | Todenhöfer            | –           | –           | 249          | 0,2          |
|                                                        | –                          | Volt                  | –           | –           | 916          | 0,6          |
|                                                        | –                          | MLPD                  | –           | –           | 31           | 0,0          |
|                                                        | –                          | PdF                   | –           | –           | 323          | 0,2          |
|                                                        | –                          | Bündnis Deutschland   | –           | –           | 208          | 0,1          |
|                                                        | –                          | BSW                   | –           | –           | 6.931        | 4,2          |
|                                                        | –                          | MERA25                | –           | –           | 43           | 0,0          |
|                                                        | –                          | WerteUnion            | –           | –           | 108          | 0,1          |
| Gesamt                                                 | Gesamt                     | Gesamt                | 163.100     | 100         | 163.419      | 100          |
|                                                        |                            |                       |             |             |              |              |
| Ungültige Stimmen                                      | Ungültige Stimmen          | Ungültige Stimmen     | 1.452       | 0,9         | 1.133        | 0,7          |
| Wähler                                                 | Wähler                     | Wähler                | 164.552     | 82,6        | 164.552      | 82,6         |
| Wahlberechtigte                                        | Wahlberechtigte            | Wahlberechtigte       | 199.301     |             | 199.301      |              |
|                                                        |                            |                       |             |             |              |              |
| Quellen: Die Bundeswahlleiterin, Kandidaten – Ergebnis |                            |                       |             |             |              |              |

### Bundestagswahl 2021
| Kandidaten                                            | Kandidaten                 | Parteien/Listen      | Erststimmen | Erststimmen | Zweitstimmen | Zweitstimmen |
| Kandidaten                                            | Kandidaten                 | Parteien/Listen      | Stimmen     | %           | Stimmen      | %            |
| ----------------------------------------------------- | -------------------------- | -------------------- | ----------- | ----------- | ------------ | ------------ |
|                                                       | Thomas Rachelgewählt im WK | CDU                  | 55.719      | 36,7        | 46.217       | 30,4         |
|                                                       | Dietmar Nietan             | SPD                  | 46.734      | 30,8        | 44.058       | 29,0         |
|                                                       | Laura Jacobsen-Littig      | FDP                  | 11.237      | 7,4         | 17.104       | 11,2         |
|                                                       | Wolfgang Kochs             | AfD                  | 12.947      | 8,5         | 13.171       | 8,7          |
|                                                       | Chris Ändra                | GRÜNE                | 14.174      | 9,3         | 16.951       | 11,1         |
|                                                       | Valentin Raimund Veithen   | DIE LINKE            | 3.449       | 2,3         | 4.570        | 3,0          |
|                                                       | Stephan Staß               | Die PARTEI           | 2.298       | 1,5         | 1.387        | 0,9          |
|                                                       | –                          | Tierschutzpartei     | –           | –           | 2.465        | 1,6          |
|                                                       | Philipp Benno Eismar       | PIRATEN              | 1.146       | 0,8         | 730          | 0,5          |
|                                                       | Frank Bank                 | FREIE WÄHLER         | 2.196       | 1,4         | 1.296        | 0,9          |
|                                                       | –                          | NPD                  | –           | –           | 179          | 0,1          |
|                                                       | –                          | ÖDP                  | –           | –           | 88           | 0,1          |
|                                                       | –                          | V-Partei³            | –           | –           | 84           | 0,1          |
|                                                       | –                          | Gesundheitsforschung | –           | –           | 222          | 0,1          |
|                                                       | –                          | MLPD                 | –           | –           | 12           | 0,0          |
|                                                       | –                          | Die Humanisten       | –           | –           | 87           | 0,1          |
|                                                       | –                          | DKP                  | –           | –           | 32           | 0,0          |
|                                                       | –                          | SGP                  | –           | –           | 10           | 0,0          |
|                                                       | Werner Hürttlen            | dieBasis             | 1.565       | 1,0         | 1.545        | 1,0          |
|                                                       | –                          | Bündnis C            | –           | –           | 162          | 0,1          |
|                                                       | –                          | du.                  | –           | –           | 90           | 0,1          |
|                                                       | –                          | LIEBE                | –           | –           | 260          | 0,2          |
|                                                       | –                          | LKR                  | –           | –           | 34           | 0,0          |
|                                                       | –                          | PdF                  | –           | –           | 54           | 0,0          |
|                                                       | –                          | LfK                  | –           | –           | 166          | 0,1          |
|                                                       | –                          | Team Todenhöfer      | –           | –           | 641          | 0,4          |
|                                                       | –                          | Volt                 | –           | –           | 514          | 0,3          |
|                                                       | Peter Helmer               | UNABHÄNGIGE          | 473         | 0,3         | –            | –            |
| Gesamt                                                | Gesamt                     | Gesamt               | 151.938     | 100         | 152.129      | 100          |
|                                                       |                            |                      |             |             |              |              |
| Ungültige Stimmen                                     | Ungültige Stimmen          | Ungültige Stimmen    | 1.707       | 1,1         | 1.516        | 1,0          |
| Wähler                                                | Wähler                     | Wähler               | 153.645     | 77,0        | 153.645      | 77,0         |
| Wahlberechtigte                                       | Wahlberechtigte            | Wahlberechtigte      | 199.656     |             | 199.656      |              |
|                                                       |                            |                      |             |             |              |              |
| Quellen: Die Bundeswahlleiterin, Kandidaten – Stimmen |                            |                      |             |             |              |              |

### Bundestagswahl 2017
| Kandidaten                                            | Kandidaten                 | Parteien/Listen      | Erststimmen | Erststimmen | Zweitstimmen | Zweitstimmen |
| Kandidaten                                            | Kandidaten                 | Parteien/Listen      | Stimmen     | %           | Stimmen      | %            |
| ----------------------------------------------------- | -------------------------- | -------------------- | ----------- | ----------- | ------------ | ------------ |
|                                                       | Thomas Rachelgewählt im WK | CDU                  | 62.711      | 41,9        | 52.412       | 34,9         |
|                                                       | Dietmar Nietan             | SPD                  | 47.543      | 31,7        | 43.816       | 29,2         |
|                                                       | Oliver Krischer            | GRÜNE                | 8.235       | 5,5         | 8.198        | 5,5          |
|                                                       | Valentin Veithen           | DIE LINKE            | 6.611       | 4,4         | 8.809        | 5,9          |
|                                                       | Katharina Kloke            | FDP                  | 8.788       | 5,9         | 17.155       | 11,4         |
|                                                       | Bernd Essler               | AfD                  | 13.404      | 8,9         | 14.432       | 9,6          |
|                                                       | Gunther Neubert            | PIRATEN              | 1.420       | 0,9         | 789          | 0,5          |
|                                                       | –                          | NPD                  | –           | –           | 411          | 0,3          |
|                                                       | –                          | Die PARTEI           | –           | –           | 844          | 0,6          |
|                                                       | Walter Leo Schreinemacher  | FREIE WÄHLER         | 1.126       | 0,8         | 500          | 0,3          |
|                                                       | –                          | Volksabstimmung      | –           | –           | 170          | 0,1          |
|                                                       | –                          | ÖDP                  | –           | –           | 142          | 0,1          |
|                                                       | –                          | MLPD                 | –           | –           | 32           | 0,0          |
|                                                       | –                          | SGP                  | –           | –           | 9            | 0,0          |
|                                                       | –                          | AD-DEMOKRATEN        | –           | –           | 392          | 0,3          |
|                                                       | –                          | BGE                  | –           | –           | 112          | 0,1          |
|                                                       | –                          | DiB                  | –           | –           | 133          | 0,1          |
|                                                       | –                          | DKP                  | –           | –           | 27           | 0,0          |
|                                                       | –                          | DM                   | –           | –           | 117          | 0,1          |
|                                                       | –                          | Die Humanisten       | –           | –           | 69           | 0,0          |
|                                                       | –                          | Gesundheitsforschung | –           | –           | 143          | 0,1          |
|                                                       | –                          | Tierschutzpartei     | –           | –           | 1.293        | 0,9          |
|                                                       | –                          | V-Partei³            | –           | –           | 129          | 0,1          |
| Gesamt                                                | Gesamt                     | Gesamt               | 149.838     | 100         | 150.134      | 100          |
|                                                       |                            |                      |             |             |              |              |
| Ungültige Stimmen                                     | Ungültige Stimmen          | Ungültige Stimmen    | 1.757       | 1,2         | 1.461        | 1,0          |
| Wähler                                                | Wähler                     | Wähler               | 151.595     | 75,9        | 151.595      | 75,9         |
| Wahlberechtigte                                       | Wahlberechtigte            | Wahlberechtigte      | 199.675     |             | 199.675      |              |
|                                                       |                            |                      |             |             |              |              |
| Quellen: Die Bundeswahlleiterin, Kandidaten – Stimmen |                            |                      |             |             |              |              |

### Bundestagswahl 2013
| Gegenstand der Nachweisung | Gegenstand der Nachweisung | Erst- stimmen | Erst- stimmen | Zweit- stimmen | Zweit- stimmen |
| Bewerber                   | Partei                     | Anzahl        | %             | Anzahl         | %              |
| -------------------------- | -------------------------- | ------------- | ------------- | -------------- | -------------- |
| Wahlberechtigte            | Wahlberechtigte            | 199.550       | 100,0         | 199.550        | 100,0          |
| Wähler                     | Wähler                     | 145.541       | 72,9          | 145.541        | 72,9           |
| Ungültige Stimmen          | Ungültige Stimmen          | 2.765         | 1,9           | 2.070          | 1,4            |
| Gültige Stimmen            | Gültige Stimmen            | 142.776       | 100,0         | 143.471        | 100,0          |
| davon                      |                            |               |               |                |                |
| Thomas Rachel              | CDU                        | 71.903        | 50,4          | 63.532         | 44,3           |
| Dietmar Nietan             | SPD                        | 48.849        | 34,2          | 42.549         | 29,7           |
| Jörn Langefeld             | FDP                        | 2.722         | 1,9           | 7.102          | 4,95           |
| Oliver Krischer            | GRÜNE                      | 6.951         | 4,9           | 8.729          | 6,1            |
| Michael Aggelidis          | DIE LINKE                  | 7.288         | 5,1           | 8.120          | 5,7            |
| Marcus Friedrich           | PIRATEN                    | 4.867         | 3,4           | 3.478          | 2,4            |
|                            | NPD                        | –             | –             | 1.565          | 1,1            |
|                            | REP                        | –             | –             | 183            | 0,1            |
|                            | Bündnis 21/RRP             | –             | –             | 74             | 0,1            |
|                            | Volksabstimmung            | –             | –             | 373            | 0,3            |
|                            | ÖDP                        | –             | –             | 148            | 0,1            |
|                            | MLPD                       | –             | –             | 31             | 0,0            |
|                            | BüSo                       | –             | –             | 35             | 0,0            |
|                            | PSG                        | –             | –             | 40             | 0,0            |
|                            | AfD                        | –             | –             | 5.732          | 4,0            |
|                            | BIG                        | –             | –             | 67             | 0,0            |
|                            | pro Deutschland            | –             | –             | 311            | 0,2            |
|                            | DIE RECHTE                 | –             | –             | 46             | 0,0            |
|                            | FREIE WÄHLER               | –             | –             | 344            | 0,2            |
|                            | Nichtwähler                | –             | –             | 238            | 0,2            |
|                            | PDV                        | –             | –             | 122            | 0,1            |
|                            | Die PARTEI                 | –             | –             | 652            | 0,5            |
| Mehmet Babatankuz          | Einzelbewerber             | 196           | 0,1           | –              | –              |

### Bundestagswahl 2009
| Gegenstand der Nachweisung | Gegenstand der Nachweisung | Erst- stimmen | Erst- stimmen | Zweit- stimmen | Zweit- stimmen |
| Bewerber                   | Partei                     | Anzahl        | %             | Anzahl         | %              |
| -------------------------- | -------------------------- | ------------- | ------------- | -------------- | -------------- |
| Wahlberechtigte            | Wahlberechtigte            | 199.907       | 100,0         | 199.907        | 100,0          |
| Wähler                     | Wähler                     | 144.058       | 72,1          | 144.058        | 72,1           |
| Ungültige Stimmen          | Ungültige Stimmen          | 2.447         | 1,7           | 1.979          | 1,4            |
| Gültige Stimmen            | Gültige Stimmen            | 141.611       | 100,0         | 142.079        | 100,0          |
| davon                      |                            |               |               |                |                |
| Dietmar Nietan             | SPD                        | 43.655        | 30,8          | 36.209         | 25,5           |
| Thomas Rachel              | CDU                        | 65.662        | 46,4          | 53.597         | 37,7           |
| Jörn Langefeld             | FDP                        | 10.745        | 7,6           | 21.383         | 15,1           |
| Oliver Krischer            | GRÜNE                      | 8.956         | 6,3           | 11.102         | 7,8            |
| Valentin Veithen           | DIE LINKE                  | 10.079        | 7,1           | 11.924         | 8,4            |
| Ingo Haller                | NPD                        | 2.514         | 1,8           | 2.066          | 1,5            |
|                            | Die Tierschutzpartei       | –             | –             | 1.100          | 0,8            |
|                            | FAMILIE                    | –             | –             | 891            | 0,6            |
|                            | REP                        | –             | –             | 259            | 0,2            |
|                            | Volksabstimmung            | –             | –             | 201            | 0,1            |
|                            | MLPD                       | –             | –             | 20             | 0,0            |
|                            | PSG                        | –             | –             | 19             | 0,0            |
|                            | ZENTRUM                    | –             | –             | 72             | 0,1            |
|                            | BüSo                       | –             | –             | 28             | 0,0            |
|                            | DVU                        | –             | –             | 74             | 0,1            |
|                            | ödp                        | –             | –             | 62             | 0,0            |
|                            | PIRATEN                    | –             | –             | 2.273          | 1,6            |
|                            | RRP                        | –             | –             | 207            | 0,1            |
|                            | RENTNER                    | –             | –             | 592            | 0,4            |

### Bundestagswahl 2005
| Gegenstand der Nachweisung | Gegenstand der Nachweisung | Erst- stimmen | Erst- stimmen | Zweit- stimmen | Zweit- stimmen |
| Bewerber                   | Partei                     | Anzahl        | %             | Anzahl         | %              |
| -------------------------- | -------------------------- | ------------- | ------------- | -------------- | -------------- |
| Wahlberechtigte            | Wahlberechtigte            | 198.643       | 100,0         | 198.643        | 100,0          |
| Wähler                     | Wähler                     | 154.115       | 77,6          | 154.115        | 77,6           |
| Ungültige Stimmen          | Ungültige Stimmen          | 2.707         | 1,8           | 2.385          | 1,5            |
| Gültige Stimmen            | Gültige Stimmen            | 151.408       | 100,0         | 151.730        | 100,0          |
| davon                      |                            |               |               |                |                |
| Dietmar Nietan             | SPD                        | 64.858        | 42,8          | 57.163         | 37,7           |
| Thomas Rachel              | CDU                        | 68.166        | 45,0          | 58.467         | 38,5           |
| Helmut Jansen              | FDP                        | 5.628         | 3,7           | 14.298         | 9,4            |
| Philipp Obladen            | GRÜNE                      | 4.476         | 3,0           | 8.672          | 5,7            |
| Paul Schäfer               | Die Linke.                 | 6.504         | 4,3           | 8.317          | 5,5            |
|                            | REP                        | –             | –             | 384            | 0,3            |
|                            | Die Tierschutzpartei       | –             | –             | 891            | 0,6            |
| Ingo Haller                | NPD                        | 1.776         | 1,2           | 1.516          | 1,0            |
|                            | FAMILIE                    | –             | –             | 784            | 0,5            |
|                            | GRAUE                      | –             | –             | 671            | 0,4            |
|                            | PBC                        | –             | –             | 207            | 0,1            |
|                            | ZENTRUM                    | –             | –             | 58             | 0,0            |
|                            | BüSo                       | –             | –             | 36             | 0,0            |
|                            | Deutschland                | –             | –             | 172            | 0,1            |
|                            | MLPD                       | –             | –             | 24             | 0,0            |
|                            | PSG                        | –             | –             | 70             | 0,0            |

### Bundestagswahl 2002
| Gegenstand der Nachweisung | Gegenstand der Nachweisung | Erst- stimmen | Erst- stimmen | Zweit- stimmen | Zweit- stimmen |
| Bewerber                   | Partei                     | Anzahl        | %             | Anzahl         | %              |
| -------------------------- | -------------------------- | ------------- | ------------- | -------------- | -------------- |
| Wahlberechtigte            | Wahlberechtigte            | 196.789       | 100,0         | 196.789        | 100,0          |
| Wähler                     | Wähler                     | 158.285       | 80,4          | 158.285        | 80,4           |
| Ungültige Stimmen          | Ungültige Stimmen          | 2.106         | 1,3           | 1.840          | 1,2            |
| Gültige Stimmen            | Gültige Stimmen            | 156.179       | 100,0         | 156.445        | 100,0          |
| davon                      |                            |               |               |                |                |
| Dietmar Nietan             | SPD                        | 70.999        | 45,5          | 64.104         | 41,0           |
| Thomas Rachel              | CDU                        | 67.622        | 43,3          | 62.303         | 39,8           |
| Ulrike Hoeth               | FDP                        | 8.702         | 5,6           | 14.095         | 9,0            |
| Verena Schloemer           | GRÜNE                      | 5.510         | 3,5           | 10.499         | 6,7            |
| Ernst Dmytrowski           | PDS                        | 1.359         | 0,9           | 1.404          | 0,9            |
|                            | REP                        | –             | –             | 437            | 0,3            |
| Martina Böhme              | GRAUE                      | 1.007         | 0,6           | 517            | 0,3            |
|                            | Die Tierschutzpartei       | –             | –             | 679            | 0,4            |
|                            | FAMILIE                    | –             | –             | 329            | 0,2            |
|                            | NPD                        | –             | –             | 322            | 0,2            |
|                            | PBC                        | –             | –             | 157            | 0,1            |
|                            | ödp                        | –             | –             | 49             | 0,0            |
|                            | CM                         | –             | –             | 77             | 0,0            |
|                            | DIE FRAUEN                 | –             | –             | 156            | 0,1            |
|                            | BüSo                       | –             | –             | 13             | 0,0            |
|                            | Die Violetten              | –             | –             | 44             | 0,0            |
|                            | ZENTRUM                    | –             | –             | 38             | 0,0            |
|                            | HP                         | –             | –             | 19             | 0,0            |
| Heinz Wilhelm Katzmarczyk  | Schill                     | 980           | 0,6           | 1.203          | 0,8            |

### Bundestagswahl 1998
| Gegenstand der Nachweisung   | Gegenstand der Nachweisung | Erst- stimmen | Erst- stimmen | Zweit- stimmen | Zweit- stimmen |
| Bewerber                     | Partei                     | Anzahl        | %             | Anzahl         | %              |
| ---------------------------- | -------------------------- | ------------- | ------------- | -------------- | -------------- |
| Wahlberechtigte              | Wahlberechtigte            | 192.156       | 100,0         | 192.156        | 100,0          |
| Wähler                       | Wähler                     | 162.257       | 84,4          | 162.257        | 84,4           |
| Ungültige Stimmen            | Ungültige Stimmen          | 2.238         | 1,4           | 1.785          | 1,1            |
| Gültige Stimmen              | Gültige Stimmen            | 160.019       | 100,0         | 160.472        | 100,0          |
| davon                        |                            |               |               |                |                |
| Dietmar Nietan               | SPD                        | 75.330        | 47,1          | 72.777         | 45,4           |
| Thomas Rachel                | CDU                        | 69.471        | 43,4          | 62.386         | 38,9           |
| Irmgard Schwaetzer           | F.D.P.                     | 4.901         | 3,1           | 10.193         | 6,4            |
| Cornelia Vianden             | GRÜNE                      | 5.827         | 3,6           | 8.118          | 5,1            |
| Ernst Dmytrowski             | PDS                        | 1.415         | 0,9           | 1.644          | 1,0            |
|                              | Deutschland                | –             | –             | 85             | 0,1            |
|                              | APPD                       | –             | –             | 106            | 0,1            |
|                              | BüSo                       | –             | –             | 23             | 0,0            |
|                              | BFB – Die Offensive        | –             | –             | 75             | 0,0            |
|                              | Chance 2000                | –             | –             | 87             | 0,1            |
|                              | CM                         | –             | –             | 58             | 0,0            |
|                              | DVU                        | –             | –             | 967            | 0,6            |
| Jutta Jaura                  | GRAUE                      | 699           | 0,4           | 451            | 0,3            |
| Horst van Berkum             | REP                        | 1.637         | 1,0           | 1.320          | 0,8            |
| Anna-Maria Ossenbroich-Oepen | FAMILIE                    | 739           | 0,5           | 457            | 0,3            |
|                              | DIE FRAUEN                 | –             | –             | 87             | 0,1            |
|                              | Pro DM                     | –             | –             | 629            | 0,4            |
|                              | MLPD                       | –             | –             | 7              | 0,0            |
|                              | Tierschutz                 | –             | –             | 455            | 0,3            |
|                              | NPD                        | –             | –             | 139            | 0,1            |
|                              | NATURGESETZ                | –             | –             | 59             | 0,0            |
|                              | ödp                        | –             | –             | 68             | 0,0            |
|                              | PBC                        | –             | –             | 140            | 0,1            |
|                              | Nichtwähler                | –             | –             | 126            | 0,1            |
|                              | PSG                        | –             | –             | 15             | 0,0            |

### Bundestagswahl 1994
| Gegenstand der Nachweisung | Gegenstand der Nachweisung | Erst- stimmen | Erst- stimmen | Zweit- stimmen | Zweit- stimmen |
| Bewerber                   | Partei                     | Anzahl        | %             | Anzahl         | %              |
| -------------------------- | -------------------------- | ------------- | ------------- | -------------- | -------------- |
| Wahlberechtigte            | Wahlberechtigte            | 188.853       | 100,0         | 188.853        | 100,0          |
| Wähler                     | Wähler                     | 158.145       | 83,7          | 158.145        | 83,7           |
| Ungültige Stimmen          | Ungültige Stimmen          | 4.723         | 3,0           | 3.612          | 2,3            |
| Gültige Stimmen            | Gültige Stimmen            | 153.422       | 100,0         | 154.533        | 100,0          |
| davon                      |                            |               |               |                |                |
| Josef Vosen                | SPD                        | 66.986        | 43,7          | 62.393         | 40,4           |
| Thomas Rachel              | CDU                        | 70.897        | 46,2          | 68.750         | 44,5           |
| Irmgard Schwaetzer         | F.D.P.                     | 5.439         | 3,5           | 9.784          | 6,3            |
| Dierk Simons               | GRÜNE                      | 8.853         | 5,8           | 8.918          | 5,8            |
|                            | REP                        | –             | –             | 1.609          | 1,0            |
|                            | PDS                        | –             | –             | 954            | 0,6            |
|                            | Solidarität                | –             | –             | 20             | 0,0            |
|                            | BSA                        | –             | –             | 20             | 0,0            |
|                            | CM                         | –             | –             | 74             | 0,0            |
|                            | ZENTRUM                    | –             | –             | 49             | 0,0            |
| Margareta Walschott        | DIE GRAUEN                 | 1.247         | 0,8           | 801            | 0,5            |
|                            | NATURGESETZ                | –             | –             | 115            | 0,1            |
|                            | MLPD                       | –             | –             | 10             | 0,0            |
|                            | Die Tierschutzpartei       | –             | –             | 564            | 0,4            |
|                            | ÖDP                        | –             | –             | 142            | 0,1            |
|                            | PBC                        | –             | –             | 76             | 0,0            |
|                            | STATT Partei               | –             | –             | 254            | 0,2            |

### Bundestagswahl 1990
| Gegenstand der Nachweisung | Gegenstand der Nachweisung | Erst- stimmen | Erst- stimmen | Zweit- stimmen | Zweit- stimmen |
| Bewerber                   | Partei                     | Anzahl        | %             | Anzahl         | %              |
| -------------------------- | -------------------------- | ------------- | ------------- | -------------- | -------------- |
| Wahlberechtigte            | Wahlberechtigte            | 185.823       | 100,0         | 185.823        | 100,0          |
| Wähler                     | Wähler                     | 150.932       | 81,2          | 150.932        | 81,2           |
| Ungültige Stimmen          | Ungültige Stimmen          | 1.942         | 1,3           | 2.029          | 1,3            |
| Gültige Stimmen            | Gültige Stimmen            | 148.990       | 100,0         | 148.903        | 100,0          |
| davon                      |                            |               |               |                |                |
| Josef Vosen                | SPD                        | 61.545        | 41,3          | 57.083         | 38,3           |
| Wolfgang Vogt              | CDU                        | 66.686        | 44,8          | 68.022         | 45,7           |
| Irmgard Adam-Schwaetzer    | F.D.P.                     | 11.605        | 7,8           | 14.592         | 9,8            |
| Gabriele Schütz-Lembach    | GRÜNE                      | 5.472         | 3,7           | 5.028          | 3,4            |
|                            | CM                         | –             | –             | 80             | 0,1            |
| Margareta Walschott        | DIE GRAUEN                 | 1.226         | 0,8           | 1.128          | 0,8            |
| Helmut Josef Hahn          | REP                        | 1.828         | 1,2           | 2.035          | 1,4            |
|                            | FRAUEN                     | –             | –             | 159            | 0,1            |
| Karlhubert Haas            | NPD                        | 277           | 0,2           | 276            | 0,2            |
| Bernhard Stemick           | ÖDP                        | 351           | 0,2           | 267            | 0,2            |
|                            | PDS                        | –             | –             | 196            | 0,1            |
|                            | Patrioten                  | –             | –             | 13             | 0,0            |
|                            | VAA                        | –             | –             | 24             | 0,0            |

### Bundestagswahl 1949
|                   | Partei            | Anzahl  | %     |
| ----------------- | ----------------- | ------- | ----- |
| Wahlberechtigte   | Wahlberechtigte   | 131.306 | 100,0 |
| Wähler            | Wähler            | 106.481 | 81,1  |
| Ungültige Stimmen | Ungültige Stimmen | 3.794   | 3,6   |
| Gültige Stimmen   | Gültige Stimmen   | 102.687 | 100,0 |
| davon             |                   |         |       |
|                   | SPD               | 22.180  | 21,6  |
| Bernhard Günther  | CDU               | 63.189  | 61,5  |
|                   | FDP               | 3.614   | 3,5   |
|                   | KPD               | 2.750   | 2,7   |
|                   | ZENTRUM           | 4.057   | 4,0   |
|                   | DKP-DRP           | 2.233   | 2,2   |
|                   | RSF               | 1.977   | 1,9   |
|                   | RWVP              | 2.687   | 2,6   |